# قاصد
قاصد (به معنای پیک و فرستاده) یک بمب هوشمند ۹۰۰ کیلوگرمی (۲۰۰۰ پوندی) ساخت ایران است. بمب قاصد بمبی است هوا به زمین، هدایت‌شونده و دور برد، تا کنون سه نمونه از بمب‌های قاصد توسط نیروی هوایی ارتش جمهوری اسلامی ایران رونمایی شده‌است.
بمب قاصد ۱ با سر جنگی ۲۰۰۰ پوندی بردی معادل ۴۰ کیلومتر دارد و از یک سامانه هوشمند و اپتیکی پسیو برای هدایت آن استفاده می‌شود. بمب قاصد ۲  نسبت به قاصد ۱ با افزایش برد ۱۰ کیلومتری (برد ۵۰ کیلومتر) و با حفظ سر جنگی ۲۰۰۰ پوندی که امکان استفاده آن از فاصله ۵۰ کیلومتری را میسر می‌کند.
بمب قاصد ۳ به دلیل داشتن یک پیشرانه راکتی بردی معادل ۱۰۰ کیلومتر را پیدا کرد و بالک‌های آن نیز در مقایسه با دو نمونه قبلی کوچک تر شده‌است که این موضوع  موجب افزایش برد دو برابری این بمب نسبت به نمونه‌های قبلی شده‌است.

## هدایت
قاصد یک جنگ‌افزار هدایت‌شونده دقیق است؛ اما این آشکار نیست که آیا این بمب هدایت لیزری است یا هدایت تلویزیونی. در ۲۳ اوت ۲۰۰۷ پرس تی‌وی این بمب را به عنوان یک بمب هدایت لیزری گزارش داد؛ اما فیلمی که در هنگام تست آتش آن تهیه کرده‌اند نشانگر هدایت تلویزیونی بودن آن است. این بمب توسط هواپیمای جت اف-۴ فانتوم بکار می‌رود.